# Kommissarin Heller: Vorsehung
Vorsehung ist ein deutscher Fernsehfilm von Christiane Balthasar aus dem Jahr 2018. Es handelt sich um den 8. Film der Kriminalfilmreihe Kommissarin Heller. Er wurde vom 1. Februar bis zum 7. März 2017 in Wiesbaden, Berlin und Umgebung gedreht und wurde am 20. Januar 2018 um 20:15 Uhr im ZDF erstausgestrahlt.

## Handlung
Winnie Heller hat bei einem Einsatz mit Geiselnahme in einer Notsituation den Geiselnehmer erschossen. Um dieses und auch den „Abschied“ ihres Arbeitskollegen Hendrik Verhoeven besser zu verarbeiten, findet sie sich bei der Psychiaterin Dr. Jacobi ein. Die Kriminalkommissarin sieht das als leidige Pflichtveranstaltung und blockt wie immer ihre wahren Gefühle ab. Da sie wegen eines Wasserrohrbruchs nicht in ihre Wohnung kann, übernachtet sie einfach in Verhoevens leerstehendem Haus, das zur Zeit zum Verkauf ausgeschrieben ist, und schlägt dort ein notdürftiges Lager auf. Hier erscheint ihr jeden Abend Verhoeven als Halluzination und sie reden miteinander über alles, was sie vorher nicht auszusprechen gewagt haben.
Noch am selben Abend wird Heller von Dr. Jacobi angerufen, die ihr mitteilt, dass möglicherweise einer ihrer Patienten eine Straftat begehen will. Als die Kommissarin in der Praxis eintrifft, findet sie die Psychiaterin schwer verletzt am Boden. Im Krankenhaus werden deren Stichverletzungen notoperiert und Heller macht sich daran, zusammen mit dem Streifenpolizisten Murat Yakin, der ihr als neuer Partner zugeteilt wird, den Täter zu finden. Die Tatsache, dass Dr. Jacobi die einzige Vertraute ist, die ihr nach dem Weggang von Verhoeven geblieben ist, lässt sie diesen Fall fast persönlich nehmen. Sie recherchiert über die letzten Patienten der Psychiaterin, und der Handyverkäufer Axel Kofler scheint der einzige zu sein, der für die Tatzeit kein nachprüfbares Alibi hat. Er ist bei Dr. Jacobi in Behandlung, weil er versucht, auf dem psychiatrischen Weg eine Regelung zu finden, um nach seiner Scheidung das eingeschränkte Besuchsrecht für den gemeinsamen Sohn Finn zu erweitern. Aber auch der ehemalige Polizist Markowski hat ein Motiv, denn er war in die Psychiaterin verliebt und hat ihr nachgestellt.
Nachdem sich Winnie Heller die Aufzeichnungen der Therapiesitzungen der aktuellen Patienten angesehen hat, ist sie sich sicher, dass der zur Gewalttätigkeit neigende Axel Kofler derjenige ist, den Dr. Jacobi bei ihrem Anruf meinte. In dem Video äußert er unmissverständlich die Absicht, seine Familie umzubringen, wenn er seinen Sohn nicht wieder uneingeschränkt sehen darf. Allerdings bedeutet dieses nicht automatisch, dass er auch derjenige sein muss, der die Ärztin niedergestochen hat. Dennoch behält die Kommissarin Kofler im Auge, was sich als richtig erweist, denn so gelingt es Heller, Susanne Kofler zu beschützen und den Jungen vor einer Entführung durch seinen Vater zu bewahren. Sie schafft es nur nicht, auf Kofler zu schießen, so dass er sie in seiner Wut zusammenschlagen kann. Der Ehefrau gelingt es, bei dem Handgemenge Hellers Waffe zu greifen, und zwei Schüsse auf ihren Mann retten der Kommissarin das Leben.
Bei der Durchsicht der Tatortfotos war Heller aufgefallen, dass sich Dr. Jacobi am Tatabend Essen bestellt hatte. Nachdem sie mit Yakins Hilfe den Lieferanten ausfindig machen konnte, hat sie damit einen möglichen Zeugen, der den Täter gesehen hat. Es lässt sich ein Phantombild erstellen und Heller ist sich sicher, dem Mann bereits zweimal begegnet zu sein und sogar mit ihm gesprochen zu haben. Diese Spur führt zu Jan Lorenz, der mit dem bisexuellen Bernd Jacobi eine Beziehung gehabt hat, die dieser vor über einem Jahr beendet hatte. Als Lorenz sich mit seinem Exfreund trifft, kann er von Yakin festgenommen werden. Lorenz gibt an, dass er Jacobis Frau an jenem Abend nur bitten wollte, ihren Mann freizugeben, was dann eskaliert sei.

## Rezeption

### Einschaltquote
Bei der Erstausstrahlung von Vorsehung am 20. Januar 2018 im ZDF wurde der Film in Deutschland von insgesamt 5,88 Millionen Zuschauern gesehen und erreichte einen Marktanteil von 18,8 Prozent.

### Kritik
Harald Keller meinte auf tittelbach.tv: „Nicht nur die ungewöhnlich aufbereiteten Inhalte heben den Film weit über vergleichbare Programmangebote. Auch die visuelle Gestaltung ist schlicht meisterhaft. Die Szenen wurden von Bildgestalter Hannes Hubach mit ausnehmender Sorgfalt ausgeleuchtet, mit teilschattierten Gesichtern, einem modernen Äquivalent zum Chiaroscuro, der Hell-Dunkel-Malerei der Spät-Renaissance. Bilder, die auch auf der großen Kinoleinwand überzeugen würden. Jeder Moment ist präzise durchinszeniert.“
Bei Quotenmeter.de wertete Sidney Schering: „Die ZDF-Reihe ‚Kommissarin Heller‘ wird mit dem extra dicken Filzstift weiterverfasst - und findet mit starkem Schauspiel und komplexer Lichtsetzung zu einem Höhepunkt in ihrer bisherigen Geschichte.“
Die Redaktion von TV Spielfilm beurteilt den Krimi sehr positiv und kommentarlos mit dem „Daumen nach oben“.